# PureFTPd
PureFTPd ist ein Open-Source-FTP-Server für Unix und unixähnliche Systeme. Unterstützt werden die Betriebssysteme GNU/Linux, viele BSD-Derivate, Solaris, Tru64 UNIX, Darwin, IRIX und HP-UX. Des Weiteren unterstützt das Programm LDAP-, MySQL-, PostgreSQL- und benutzerdefinierte Authentifizierung, sowie SSL/TLS-Verschlüsselung und das File Exchange Protocol (FXP).
Im Gegensatz zu den meisten anderen FTP-Daemons wird PureFTPd nicht mittels Konfigurationsdatei (außer für LDAP und MySQL), sondern per Attribute konfiguriert, die dem Daemon beim Starten übergeben werden. Es existiert zwar auch eine Konfigurationsdatei (unter /usr/local/etc/). Die jedoch wird mittels eines Perl- oder Python-Skript, welches als Wrapper fungiert, in einen Konsolenbefehl umgewandelt. Optional existieren auch zwei grafische Frontends: kcmpureftpd, ein Modul für das KDE-Kontrollzentrum und PureAdmin, welches auf GTK2 basiert. Für Mac OS X gibt es den PureFTPd-Manager, welcher auf Cocoa basiert. Als Web Frontend existiert der User manager for PureFTPd. Er benötigt einen Webserver, vorzugsweise Apache, eine PHP-Installation und eine MySQL-Datenbank in der die (virtuellen) FTP-Benutzer verwaltet werden.
Virtuelle Benutzer, also Benutzer die nicht auf dem System, sondern nur in der PureFTPd-Datenbank existieren, werden ebenfalls unterstützt. Virtuelle Benutzer erben die Eigenschaften von einem „echten“ Benutzer. Dadurch wird Konfigurationsaufwand gespart und Sicherheit und Flexibilität erhöht.
Ab Version 1.0.15 steht das Programm unter BSD-Lizenz, vorher unter GPL.
PureFTPd basiert auf Troll-FTPd, das von Arnt Gulbrandsen um 1995 geschrieben wurde, während er bei Trolltech arbeitete.